# Cimolichthys
Cimolichthys — викопний вид авлопоподібних риб родини Cimolichthyidae, що існував у пізній крейді (83,5-70,6 млн років тому). Скам'янілі рештки знайдені у Північній Америці та Європі (Нідерланди).

## Опис
Зовні Cimolichthys схожі на сучасних щук. Тіло завдовжки 1,5-2 м. Їхнє тіло було покрите великими, важкими щитками. Для них характерні вузькі нижні щелепи з декількома рядами зубів. У зібраних зразках знайдено залишки неперетравлених риб або кальмарів.

## Галерея

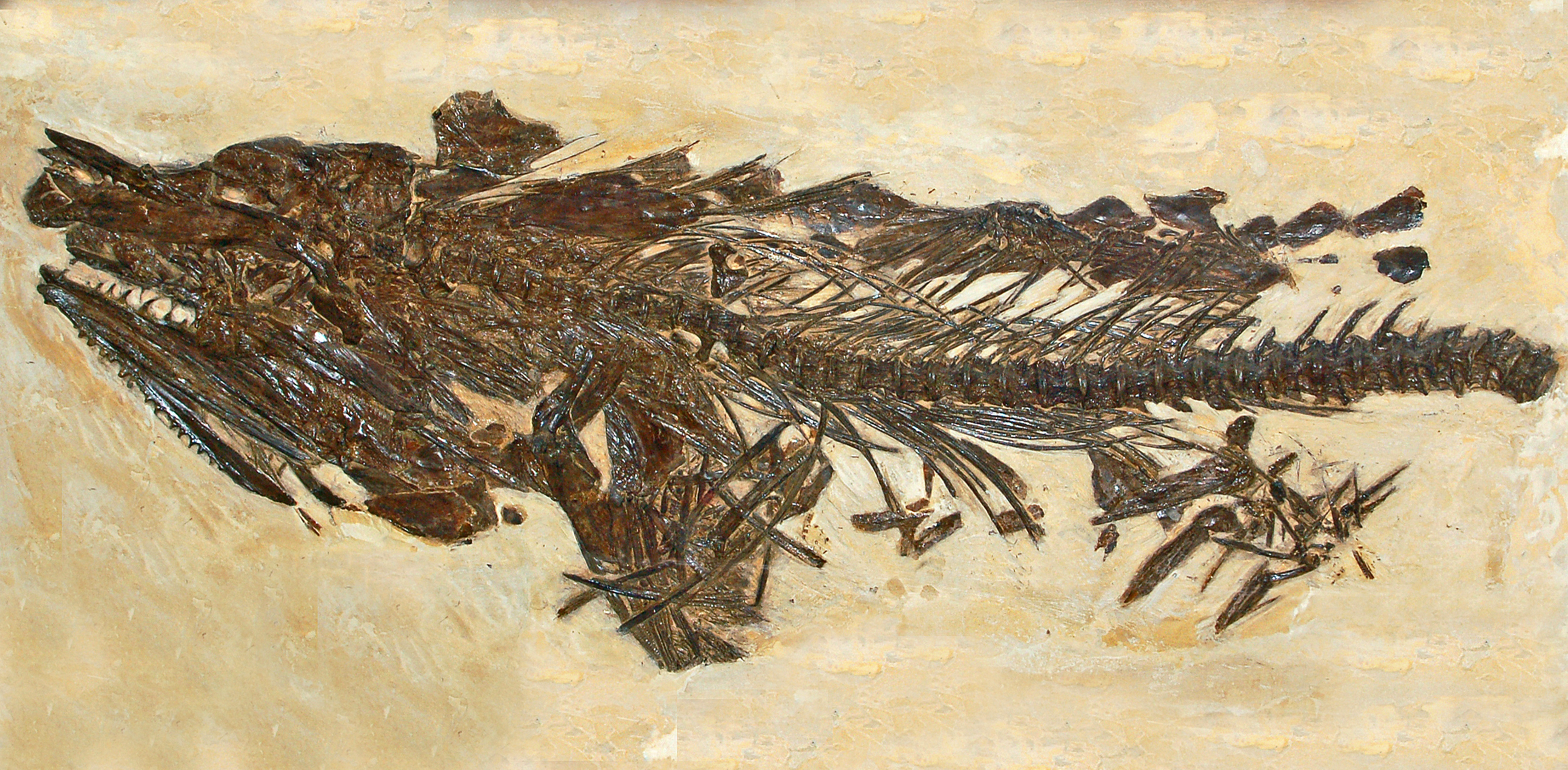
Cimolichthys, Канадський музей природи, Оттава
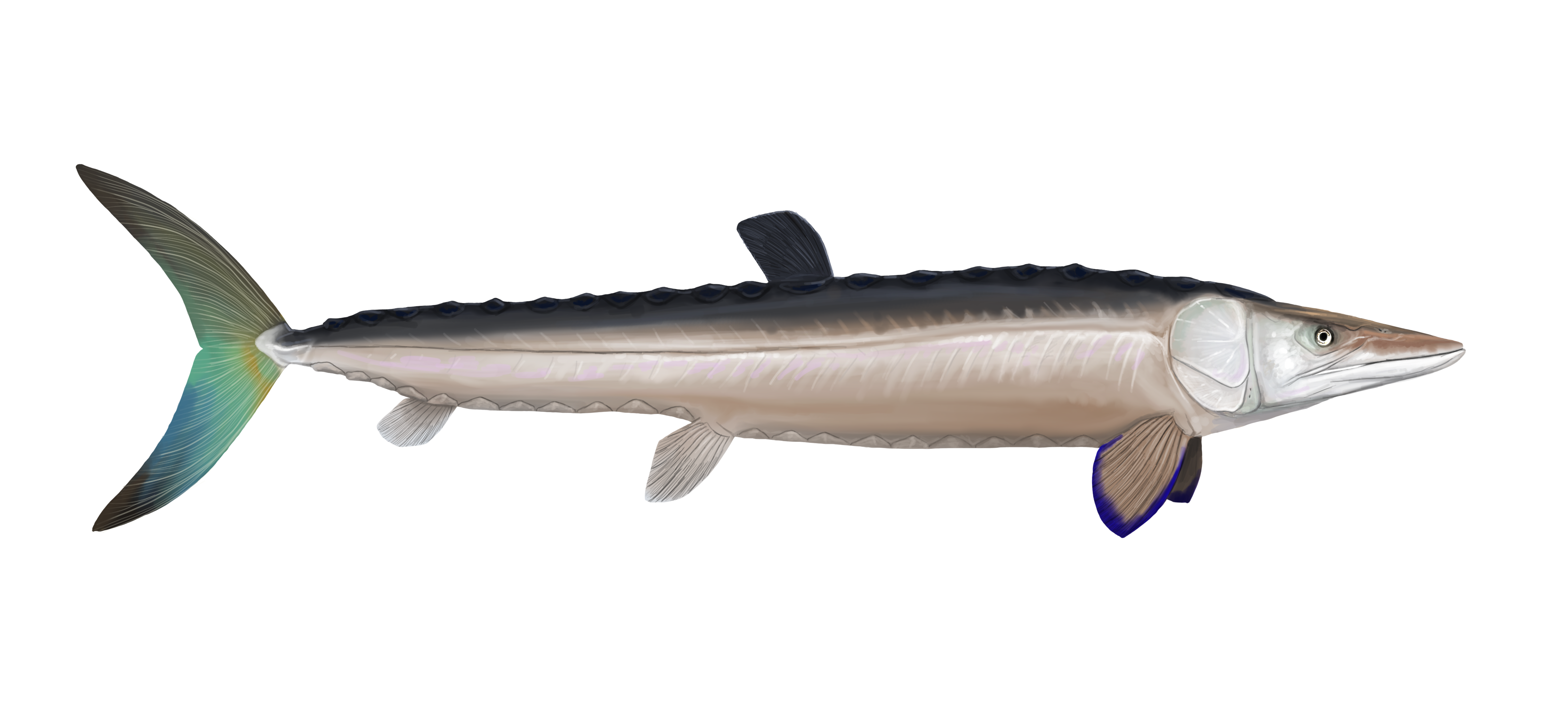
Художня реконструкція Cimolichthys nepaholica.